# Giuseppe Baturi
Giuseppe Andrea Salvatore Baturi (Catânia, 21 de março de 1964) é um clérigo italiano e nomeado arcebispo católico romano de Cagliari.

## Biografia
Nasceu em Catânia, capital da província e arcebispado, em 21 de março de 1964.

### Formação sacerdotal e ministério
Após concluir o ensino médio científico, formou-se em Direito pela Universidade de Catânia. Depois de ingressar no seminário, obteve o bacharelado em teologia no estudo teológico "San Paolo" de Catânia e, posteriormente, a licença em direito canônico na Pontifícia Universidade Gregoriana de Roma.
Em 2 de janeiro de 1993 foi ordenado sacerdote pelo Arcebispo Luigi Bommarito para a Arquidiocese de Catânia.
Após a ordenação, ocupou, entre outros, os cargos de vigário episcopal para os assuntos económicos, procurador-geral do arcebispo, vice-presidente da Ópera de Catânia para o culto e a religião. Foi também responsável pela Comunhão e Libertação da Sicília e professor de Direito Canônico no Estudo Teológico São Paulo de Catânia.
De 2012 a 2019 foi diretor do Escritório Nacional de Problemas Jurídicos e secretário do Conselho de Assuntos Jurídicos da Conferência Episcopal Italiana, da qual também é subsecretário desde 2 de outubro de 2015.

### Ministério episcopal
Em 16 de novembro de 2019, o Papa Francisco nomeou-o arcebispo metropolitano de Cagliari; ele sucedeu Arrigo Miglio, que renunciou após atingir o limite de idade.
Em 5 de janeiro de 2020 recebeu a ordenação episcopal, na Basílica de Nostra Signora di Bonaria em Cagliari, do Cardeal Gualtiero Bassetti, Arcebispo Metropolitano de Perugia-Città della Pieve e Presidente da Conferência Episcopal Italiana, co-consagrando Dom Arrigo Miglio e Salvatore Gristina, arcebispo metropolitano de Catânia. Na mesma celebração toma posse da arquidiocese.
No dia 14 de janeiro seguinte foi eleito vice-presidente da Conferência Episcopal da Sardenha; sucede ao Arcebispo Ignazio Sanna.
No dia 15 de setembro de 2020, na Piazza Palazzo, em frente à catedral de Cagliari, o núncio apostólico na Itália Emil Paul Tscherrig impôs-lhe o pálio, abençoado pelo Papa no dia 29 de junho anterior.
Em 25 de maio de 2021 foi eleito vice-presidente para a Itália central da Conferência Episcopal Italiana, enquanto em 5 de julho de 2022 o papa o nomeou secretário-geral da mesma conferência.